# J.Lo (album)
J.Lo är det andra studioalbumet av den amerikanska artisten Jennifer Lopez. Skivan gavs ut den 22 januari 2001 via Epic Records och är uppföljaren till hennes framgångsrika debutalbum On the 6 (1999). Lopez hade större kreativ kontroll över J.Lo vars titel refererar till ett smeknamn sångarens fans gav henne. Hon valde titeln för att visa sin uppskattning till dem. I mitten av 2000 började hon spela in material till skivan som då namngavs My Passionate Journey. Inspirationen till låttexterna hämtades från Lopez' egna upplevelser under de föregående åren. Till skillnad från On the 6 bestod skivan till större delen av pop, influerad av genrer som latinamerikansk musik och R&B. Musiken bestod av 1980-tals retropop, danspop, latinopop och ballader. Lopez arbetade mestadels med Cory Rooney, Troy Oliver, Dan Shea och hennes dåvarande pojkvän Sean Combs vilka alla hade bidragit med material till föregångaren.
J.Lo var ett mera vågat album än föregångaren och Lopez' första med ett Parental Advisory-märke. Låttexterna utforskade sexuella teman och innehöll ibland grovt språk. Skivan utforskade även ämnen som kvinnlig egenmakt och oetiska relationer men mottog blandade reaktioner från musikjournalister. Den kritiserades för bristen på musikalisk tillväxt och dess fabricerade sound. J.Lo prisades samtidigt för de spanskspråkiga låtarna och det "trallvänliga" dansmaterialet. Skivan kom att bli Lopez' mest framgångsrika album som debuterade på förstaplatsen på Billboard 200. Samma vecka låg hennes film Bröllopsfixaren på förstaplatsen vilket gjorde Lopez till den första artisten med ett album och en film på toppen av försäljningslistorna samtidigt. J.Lo rankades som det sjätte bäst säljande albumet under året med 6,8 miljoner sålda exemplar.
"Love Don't Cost a Thing" gavs ut som skivans huvudsingel i januari 2001. Den nådde topp-tio i USA och följdes upp av "Play" som nådde topp-tjugo. En latinopop-låt med titeln "Ain't It Funny" gavs ut som skivans tredje singel. "I'm Real" blev skivans fjärde och sista singel. Skivbolagscheferna vid Epic rekryterade Ja Rule från Murder, Inc. för att skapa en hiphop remix; "I'm Real (Murder Remix)". Låten, som gästades av Ja Rule, nådde förstaplatsen på Billboard Hot 100 och markerade en stiländring för Lopez som lämnade popgenren och istället utforskade hiphop-influerad R&B. För att fastställa Lopez position på den urbana musikmarknaden spelade hon in en "Murder Remix" av "Ain't It Funny" som gavs ut som huvudsingeln från remixalbumet J to tha L–O! The Remixes. Skivan innehöll remixversioner av låtar från albumen J.Lo och On the 6. "Ain't It Funny (Murder Remix)" nådde förstaplatsen USA och fortsatte att förhöja artistens framgångar under början av 2000-talet.

## Bakgrund och produktion
Det var några år sedan som jag färdigställde min första skiva. Jag känner att jag har större erfarenhet av musikbranschen och jag visste exakt vad jag ville göra på den här skivan, till skillnad från föregångaren. Jag är väldigt exalterad.
Innan utgivningen av J.Lo blev Lopez en av väldigt få skådespelare att framgångsrikt transformera sig till sångare. Inspirationen till att bli sångare kom från när hon spelade Selena Quintanilla i filmen om den mördade sångarens liv. Lopez fick ett skivkontrakt med Work Group och släppte därefter debuten On the 6 (1999). Till en början ville Lopez sjunga på spanska men Tommy Mottola, dåvarande chef för Sony Music Entertainment, tyckte att hon skulle sjunga på engelska istället. Lopez och Ricky Martin var i förgrunden bland en rad latinamerikaner som blev framgångsrika på mainstream-marknaden, däribland Enrique Iglesias, Marc Anthony och Christina Aguilera. Vid tidpunkten refererade amerikansk media till förloppet som den "etniska bomben" eller den "latinamerikanska explosionen". Lopez beskrevs som en "crossover royalty" (en person som är framgångsrik inom flera olika musikformat). On the 6 utforskade genren latin soul och Lopez sjöng mestadels om kärlek. Skivan genererade listettan "If You Had My Love" och "Waiting for Tonight" som nådde topp-tio i USA. Fram till 2003 hade albumet sålts i över 8 miljoner exemplar.
I april 2000 rapporterade MTV News att Lopez filmat färdigt för filmen Bröllopsfixaren och skulle påbörja arbetet på sitt andra studioalbum efter färdigställandet av en Angel Eyes (2001), annan film. I augusti samma år berättade Lopez för LaunchCast att skivan skulle kallas My Passionate Journey. I en intervju berättade hon: "Jag är halvvägs nu. Förhoppningsvis kommer den att komma ut i oktober". En tid senare meddelades att Lopez' dåvarande pojkvän, Sean Combs, som skapat material till On the 6, skulle bidra med låtar till det nya albumet. Även Rodney Jerkins, som tidigare skapat "If You Had My Love", skulle medverka på skivan. I en annan intervju förklarade Lopez: "Jag har vuxit musikaliskt, sångmässigt och allt." Hon ville att prodjektet skulle reflektera hennes personlighet och egna erfarenheter.
Kort därefter flyttades albumets utgivningsdatum fram till november 2000 med en första singel planerad för utgivning i september. I augusti pratade sångaren om förseningen: "Jag hade en deadline men sen gjorde jag tre filmer. Jag skrev låtmaterial mellan filminspelningarna och färdigställde den biten. Nu håller jag på att spela in musiken." Lopez bestämde sig för att namnge skivan J.Lo, ett smeknamn hon fått av sina fans tidigt i karriären. "Mina fans kallar mig J.Lo. Att döpa mitt album till det är mitt sätt att visa min tacksamhet för deras support." Flera artister följde senare denna trend, däribland Janet Jackson med hennes album Damita Jo (2004) och Mariah Carey med The Emancipation of Mimi (2005).
Innan utgivningen av skivan insåg Lopez vikten av att hålla sin image "uppdaterad" och vara innovativ i musikbranschen. Hon valde att ändra sin image genom att färga håret och introducerade alteregot "J.Lo". Studioalbumet gavs ut den 23 januari 2001. Till skillnad från On the 6 ledde hon den "kreativa aspekten" av projektet och förklarade: "Den här gången känns det verkligen som skivan kommer från mig." I samband med utgivningen transformerades Lopez alltmer till en sexsymbol. Tidigare hade hon talat öppet om ansvaret att vara en förebild bland unga. Men i en intervju i samband med utgivningen sa Lopez: "Det känns som man inte kan ta på sig hela världens ansvar, förstår du? Jag tycker att det är destruktivt. Du börjar tänka 'Herregud, jag måste göra si, jag måste göra så...' Du måste leva ditt liv. Jag använder inte droger, jag dricker inte, jag röker inte eller gör något liknande. Det är sådana saker som folk ser i en förebild: 'Åh, du kan inte vara mänsklig.' Jo, jag är också en människa."

## Musikaliskt innehåll
Lopez beskrev J.Lo som ett popalbum influerat av latinamerikansk musik och samtida R&B. Detta blev en stiländring för sångaren som tidigare beskrivit On the 6 som latin soul. I en intervju sa hon: "Jag tror inte att jag gör riktig latinopop. Jag gör popmusik som innehåller en del latinamerikanska influenser. Latinopop är på spanska." Låttexterna var mera personliga och romantiska än på debuten. Hon förklarade: "Låtarna reflekterar många upplevelser jag har observerat från mina systrar och tjejkompisar. Det finns låtar om att ha roligt och att inte ha roligt. Att festa mycket och att festa för mycket." Skivan börjar med huvudsingeln "Love Don't Cost a Thing", en poplåt som producerades av Ric Wake. Lopez ifrågasätter sin partner som bara erbjuder henne en "materialistisk relation". I några verser sjunger hon: "Think I'm gonna spend your cash? I won't", "Think I wanna drive your Benz? I don't" och "Even if you were broke/ My love don't cost a thing". "I'm Real" är en retropoplåt komponerad av Lopez med hjälp av Cory Rooney och Troy Oliver. Den jämfördes med Janet Jackson och produktionen på hennes album Control (1986). I stycket försäkrar Lopez att hon är den "äkta varan" med verser som "I'm real, what you get is what you see" och "Baby, there's no mystery/ Cause you know how I am" under refrängen viskar en manlig röst: "She's a bad, bad bitch".
"Play" är en danspoplåt som producerades av den svenska duon Arnthor Birgisson och Anders Bagge. Den skrevs av Christina Milian innan hennes debut som sångare. Under albumspårets gång ber Lopez en DJ att spela "hennes favoritlåt" samtidigt som hon ackompanjeras av en elgitarr och danstakter. Stycket har beskrivits som "Madonna-likt". "Walking on Sunshine" var en av fyra låtar som komponerades av Sean Combs. Den är en danslåt i upptempo och fortsätter i samma retrostil som "I'm Real". "Ain't it Funny" är en latinopoplåt som för Lopez tillbaka till hennes rötter. Den skrevs av Lopez och Cory och handlar om framföraren som skapar den "perfekta romansen" i sitt huvud och sedan tvingas möta verkligheten då personen inte var ämnad för henne.
Hennes första tvåspråkiga album innehåller spanskspråkiga låtar som "Cariño", "Si Ya Se Acabo" och "Dame (Touch Me)". Den sistnämnda en duett med den latinamerikanska sångaren Chayanne. "Cariño" beskrevs av Lopez som en "cha-cha-influerad latinamerikansk poplåt" som tog "en evighet" att skriva. Ordet "cariño" betyder "käresta" men kan också avse "kärlek och ömhet" och enligt sångaren syftar det på "ögonblicket när man berör varandra och en sinnesrörelse skapas. Man kan också kalla någon för cariño". "That's Not Me" är en dramatisk låt som handlar om inre styrka. Den skrevs av Combs och innehåller en akustisk gitarr, piano och Lopez "komplexa" sångarrangemang. En annan del av skivan består av ballader med sexuellt tema. Slant Magazine och Rolling Stone jämförde dessa stycken med Janet Jackson. "Come Over" är en låt om "förbjuden lust" med en låttext som bland annat innehåller meningarna: "I love when you come over/ And when you come it gives me fever". I bakgrunden hörs viskningar som "Give me a sweet kiss on my thigh". I "Secretly" prisar Lopez en man som hon kan "känna lukten av från andra sidan rummet". I en intervju med Jackson, som Lopez jobbade åt som bakgrundsdansare under början av 1990-talet, avslöjade hon att "Secretly" var hennes favoritlåt av Lopez. I juli 2001 återutgavs J.Lo med en remixversion av "I'm Real" med namnet "I'm Real (Murder Remix)". Den skapades och gästades av den amerikanska rapparen Ja Rule från skivbolaget Murder, Inc.. Den urbana remixen blev en stiländring för Lopez som därefter fortsatte att utforska R&B-genren.

### Kontrovers
"Det är J.Lo nu tack vare 'I'm Real'. Det kommer att få henne i en helt annan zon. Efter det här kommer folk att förvänta sig het crossover R&B från J.Lo. Dom kommer inte vilja höra popversionen av J.Lo längre, dom kommer vilja ha 'I'm Real'-versionen."
I remixversionen av "I'm Real" använder Lopez ordet "nigga". Detta orsakade kraftiga motreaktioner hos människor som ansåg att det var rasistiskt. Under en intervju i det amerikanska programmet The Today Show sa Lopez: "Att någon ens tänker eller antyder att jag är rasist är helt absurt och oerhört kränkande. Ordet som användes i låten - som inte skrevs av mig - var inte illa menat mot någon." I en intervju med Ja Rule förstod han inte varför Lopez fick negativ respons för låten. Han sa: "Jag tycker det är löjligt. Hela grejen, som allt annat när det gäller henne, förstoras upp oproportionerligt. Hon är inte den första latinamerikanen att använda ordet i en låt och tidigare var det inget problem." Han fortsatte: "Anledningen till detta tror jag beror på att hon är en superstjärna med hög profil och detta ger folk en chans att kritisera henne." J.Lo kritiserades även för dess sexuella innehåll, då många av Lopez' fans bestod av yngre personer.
Originalversionen av "I'm Real" baserades på en sampling av Yellow Magic Orchestras låt "Firecracker". Tommy Mottola, chef för Sony, var också chef för Columbia Records, ett skivbolag som artisten Mariah Carey nyligen lämnat. Sedan år 2000 hade Carey skrivit och spelat in material till hennes åttonde studioalbum Glitter (2001). Under en längre period hade hon arbetat på projektets huvudsingel, "Loverboy", som både samplade och återanvände text från "Firecracker". Innan singelns officiella utgivning kunde låten höras i en trailer för Careys musikalfilm Glitter. Mottola, Careys exmake, hörde samplingen och ville få Lopez att använda den i "I'm Real". Enligt musikförläggarna bakom "Firecracker" hade Carey beviljats tillstånd för användandet av samplingen först, Lopez' producenter hade skickat in sin förfrågan över en månad senare. Efter denna skandal kunde Carey inte längre använda samplingen i hennes låt eftersom Lopez' album gavs ut långt före hennes.

## Lansering och marknadsföring
CD-versionen av J.Lo utrustades med en speciell programvara, vilken tillät köpare att nå exklusivt bonusmaterial via Lopez' officiella hemsida. Om fans stoppade CD:n i en dators CD-romspelare och gick till artistens hemsida låstes en "hemlig" del av sidan upp, där bonusinnehållet fanns. Lopez besökte en rad TV-program och uppträdde live för att marknadsföra skivan. Den 12 januari 2001 besökte hon Top of the Pops och framförde låtarna "Love Don't Cost a Thing" och "Play". Den 24 januari besökte hon Virgin Megastore vid Sunset Boulevard i Los Angeles. Fans som köpte skivan vid tolv på förmiddagen fick en autograf av Lopez. Hon besökte Australien under en kort PR-turné för J.Lo. Enligt Sydney Morning Herald som skrev om hennes besök flera år senare, anlände hon som en "sann superstjärna". Enligt skribenten var hennes presskonferens vid Boomerang Mansion i Elizabeth Bay en "circus" med säkerhets vakter som vakade över Lopez' ankomst i båt.
Den 10 februari 2001 var Lopez både gäst och värd för programmet Saturday Night Live som hon besökte för andra gången. Hon sågs i sketcher och framförde låtar från albumet. Hon besökte även Live! With Regis, The Tonight Show With Jay Leno, The Late Show With David Letterman, The Today Show och den 43 Grammy-upplagan. Samma månad framförde Lopez "Love Don't Cost a Thing" och "Play" vid TV-specialen CBS Sports Presents: MTV:s TRL The Super Bowl Sunday som sändes från nöjesparken The NFL Experience i Tampa, Florida. Vid den amerikanska prisceremonin MTV Video Music Awards 2001 framförde Lopez "Love Don't Cost a Thing" och "I'm Real (Murder Remix)", tillsammans med Ja Rule.
Den 22 och 23 september höll Lopez två konserter i Puerto Rico vid namn Let's Get Loud. Dessa blev hennes första konserter i karriären och hon "flankades av en tio-manna orkester, en kör och 11 dansare". En ihopklippt version sändes senare på NBC. En DVD av konserten, Jennifer Lopez: Let's Get Loud, släpptes 11 februari 2003 och guldbelönades senare av Recording Industry Association of America.

### Singlar
Albumets första singel, "Love Don't Cost a Thing", hade global premiär vid MTV Europe Video Music Awards 16 november 2000. Den gavs ut som en singel i december samma år. Låten fick blandad kritik av recensenter. Entertainment Weekly noterade det starka budskapet till kvinnor medan Slant Magazine ansåg att den var "billig". "Love Don't Cost a Thing" blev en omedelbar internationell hit som nådde topp-tio i de flesta länder och förstaplatsen i Storbritannien. Den nådde tredjeplatsen i USA, vilket gjorde den till hennes tredje topp-tio hit vid tidpunkten. Musikvideon regisserades av Paul Hunter och blev ökänd. I den dansar Lopez i bikini på en tropisk strand efter att ha lämnat sin välbärgade älskare som inte hållit vad han lovat. Under videons inspelning träffade hon bakgrundsdansaren Chris Judd och de inledde en relation efter Lopez separation med Combs. "Play" gavs ut som skivans andra singel i mars 2001. Trots att den inte matchade framgångarna med "Love Don't Cost a Thing" blev den en ytterligare internationell hit. Låten nådde plats 18 på USA:s singellista men presterade bättre på radiolistan Hot 100 Airplay där den nådde sjundeplatsen. En futuristisk video regisserades av Francis Lawrence. Judd medverkade återigen som bakgrundsdansare och paret gifte sig en tid senare.
Den 20 juni 2001 släpptes "Ain't it Funny" som den tredje singeln från J.Lo. Den spelades egentligen in till filmen Bröllopsfixaren som Lopez hade huvudrollen i. Adam Shankman, filmens regissör, valde att inte inkludera den då låten hade för stora latinamerikanska influenser. Han valde "Love Don't Cost a Thing" istället. Trots att "Ain't it Funny" inte tog sig in på några listor i USA blev den en internationell framgång som nådde topp-tio i flera länder. Den blev hennes andra singel i rad efter "Play" att ta sig till tredjeplatsen på landets singellista. I juli samma år återutgavs J.Lo med ett nytt spår, "I'm Real (Murder Remix)". Låten och dess originalversion gavs ut som skivans fjärde singel. Två musikvideor skapades för respektive version. Det var "I'm Real (Murder Remix)" som genererade mest uppmärksamhet och gjorde att singeln klättrade till förstaplatsen på Billboard Hot 100.

## Mottagande

### Kritikers respons
J.Lo mottog blandad kritik från musikrecensenter. Stephen Thomas Erlewine från Allmusic ansåg att "det egentligen är samma skiva" som On the 6, "bara lite längre, lite mindre fokuserad och inte lika många utmärkande låtar". Han lyfte fram Lopez' musikaliska mångsidighet och fortsatte att skriva: "Längden gör att den inte har samma dragningskraft som sin föregångare, men den har samtidigt lika många starka låtar." Erlewine kritiserade skivans brist på variation och ansåg att musiken och sången "förföll lika från spår till spår med latinamerikanska poplåtar inslängda här och var för att stundtals ändra takten. Både produktionen och Lopez gör inget riskfyllt eller banbrytande." Sonic.net var positiv i deras recension av skivan: "J.Lo har en hetsig, 'jag vet bäst'-attityd kombinerat med pulserande, ihärdiga beats som hoppar ut ur högtalarna och får dig att vilja dansa." Tom Sinclair från Entertainment Weekly var inte imponerad av albumet och skrev: "Lopez låter bortkommen bland de plottriga och överproducerade arrangemangen. En snegling i albumhäftet bekräftar roligt nog att det var många kockar i köket." Han skrev att hennes sång "verkar vara i key" men att hon "definitivt inte är någon Aretha". Han ansåg dock att Lopez förtjänade "positiv feedback" för de spanskspråkiga låtarna som "Dame" och "Si Ya Se Acabó" trots att de handlade om uttjatade teman som kärlek och sex.
Jon Pareles från Rolling Stone gav också blandad kritik och ansåg att "största delen av skivan låter som ett pussel: en miljard små bitar som bildar komplexa och sammanhängande låtar". Pareles jämförde Lopez' sång på balladen "Come Over" med Janet Jacksons. Han var dock negativ mot latinopoplåtarna "Ain't it Funny" och "Si Ya Se Acabó": "Hon strävar efter att vinna latinamerikanska fans men det låter bara som att hon försöker kopiera Madonnas "Isla Bonita". Christian Ward från NME gav skivan dålig kritik: "Du börjar undra, existerar den här kvinnan verkligen eller skapades hon av en skivbolagschefs fantasier om ett mellanting av Janet Jackson och Gloria Estefan?"
Sal Cinquemani från Slant Magazine skrev: "Lopez är från 1980-talet [...] Så det är inte så förvånande att många av låtarna på hennes andra studioalbum, J.Lo, låter som om de kommer från 1986". Han jämförde J.Lo med Janet Jacksons Control och beskrev skivan som en "blandad kompott: delvis retro danspop, R&B och latinopop. Men Lopez' röst verkar passa bättre för danspop istället för R&B och, av denna skiva att döma, verkar det vara vad hon också vill satsa på." Cinquemani prisade det "självstärkande" spåret "That's Not Me". Han kommenterade: "Jennifers röst har aldrig varit källan till hennes framgångar men hon lyckas med den här." I helhet tyckte han att skivan var "ok-lo". Mike Ross från Canoe.ca gav skivan mestadels negativ kritik: "Likt sockervadd är den här musiken gjord av luft, socker och konstgjord färg". Ross ansåg att albumets enda bra sida var de spanskspråkiga låtarna och "Come Over". Om den sistnämnda skrev han: "Den kommer garanterat att ge hetta till många sovrum."

### Kommersiell prestation
J.Lo förblir Lopez mest framgångsrika studioalbum hittills. Mot veckoslutet den 31 januari 2001 debuterade skivan på förstaplatsen på Billboard 200 och förgreningslistan Top R&B/Hip-Hop Albums med en försäljning på 272.300 exemplar. Lopez knuffade därmed ner The Beatles som dessförinnan hållit positionen i åtta veckor med deras samlingsalbum 1. Under samma vecka debuterade Lopez' film Bröllopsfixaren på förstaplatsen i USA med en inkomst på 13,5 miljoner dollar. Detta gjorde Lopez till den enda artisten i historien med en film och ett studioalbum att toppa respektive försäljningslistor samtidigt. Lopez blev Epic Records första kvinnliga soloartist att nå toppositionen på Billboard 200 och kunde därmed klassas tillsammans med artister som Michael Jackson, Pearl Jam och Sly & the Family Stone. Utöver detta blev J.Lo den första albumettan år 2001. Under andra veckan efter utgivning tappade skivan en plats på Billboard 200. I tredje veckan sålde J.Lo 134.000 exemplar och föll till fjärdeplatsen. MTV News rapporterade att skivan, efter tre veckor hade sålt över 586.000 exemplar. Följande vecka såldes 130.000 exemplar av skivan och den höll sig därmed inom topp-fem på listan. En utgåva av Billboard från den 17 mars 2001 visade att J.Lo föll ur topp-tio och rankades istället på plats 17. Mot veckoslutet den 7 april 2001 föll skivan ut ur topp-40 på Billboard 200.
Efter att J.Lo återutgavs med listettan "I'm Real (Murder Remix)" började den åter klättra uppåt på den amerikanska albumlistan. Den certifierades trippel platina av Recording Industry Association of America för 3 miljoner exemplar skickade till affär. Mot veckoslutet den 1 september 2001 noterades skivan återigen i topp-tio, då på tiondeplatsen där den befann sig i två veckor. J.Lo blev den elfte bäst säljande skivan år 2001 med 3,03 miljoner sålda exemplar. Den 31 oktober 2003 mottog Lopez ett fyrdubbelt platinacertifikat för 4 miljoner exemplar av J.Lo skickade till affär. Fram till februari 2002 hade 3,18 miljoner exemplar av studioalbumet sålts i USA. I juni 2013 rapporterade Gary Trust från Billboard att skivan hade sålts i 3,8 miljoner exemplar i USA.
J.Lo hade även betydande kommersiella framgångar internationellt. I Kanada sålde skivan över 100.000 exemplar under första veckan och platinabelönades därmed av Canadian Recording Industry Association. Skivan sålde totalt 200.000 exemplar i Kanada och mottog dubbel platinacertifiering. J.Lo nådde som högst andraplatsen på Storbritanniens albumlista UK Albums Chart och förblir hennes framgångsrikaste album där med 48 veckor på listan. Albumet certifierades platina av British Phonographic Industry för en försäljning på 300.000 exemplar. För veckan som inleddes med 5 februari 2001 blev J.Lo det bäst säljande albumet i Europa. Den nådde förstaplatsen i Polen, Schweiz och Grekland. Albumet tillbringade längst tid på albumlistan i Frankrike. Den debuterade och nådde som högst sjätteplatsen och uppehöll sig på listan i 70 veckor. Sista gången den noterades var den 28 september 2002. J.Lo gick in på andraplatsen på Australiens albumlista den 4 februari 2001. Den befann sig inom topp-tio i sex veckor och i topp-40 i 26 osammanhängande veckor. Den certifierades dubbelplatina av Australian Recording Industry Association med en försäljning på 140.000 exemplar. J.Lo certifierades dubbel platina i länder som Nya Zeeland och Schweiz.

## Remixversionen
I december 2001 meddelades att Lopez skulle ge ut en remixversion av J.Lo. I en intervju sa Cory Rooney: "Vi ändrade Jennifer Lopez' sound och stil med "I'm Real" [Murder Remix] och vi hade inget annat på J.Lo-albumet vi kunde ge ut som en singel. Vi var tvungna att göra en till Murder Remix för att hålla bollen i luften." Efter framgångarna med "I'm Real (Murder Remix)" rekryterades Lopez återigen Ja Rule för en hiphop remix av "Ain't it Funny". Innan utgivningen av J to tha L–O! The Remixes släpptes "Ain't it Funny (Murder Remix)" som blev en massiv hit och toppade Billboards Hot 100-lista i sex veckor. Remixalbumet debuterade på förstaplatsen på Billboard 200 med en försäljning på 156.000 exemplar. Den blev därmed det första remixalbumet i amerikansk musikhistoria att nå denna bedrift.

## Låtlista
| Nr           | Titel                                | Kompositör | Producent(er)                           | Längd |
| ------------ | ------------------------------------ | --- | --------------------------------------- | ----- |
| 1.           | Love Don't Cost a Thing              | Damon Sharpe, Greg Lawson, Georgette Franklin, Jeremy Monroe, Amille D. Harris                                                                | Ric Wake, Richie Jones, Cory Rooney     | 3:41  |
| 2.           | I'm Real                             | Jennifer Lopez, Troy Oliver, Rooney, Leshan Lewis, Martin Denny                                                                               | Oliver, Rooney, L.E.S.                  | 4:58  |
| 3.           | Play                                 | Anders Bagge, Arnthor Birgisson, Christina Milian, Rooney                                                                                     | Bag & Arnthor                           | 3:31  |
| 4.           | Walking on Sunshine                  | Lopez, Mario "Yellow Man" Winans, Sean "P. Diddy" Combs, Michael "Lo" Jones, Jack Knight, Karen Anderson, Adonis Shropshire, Mechalie Jamison | Combs, Winans, Rooney                   | 3:46  |
| 5.           | Ain't It Funny                       | Lopez, Rooney | Rooney, Dan Shea                        | 4:05  |
| 6.           | Cariño                               | Lopez, Rooney, Manny Benito, Neal Creque, Jose Sanchez, Frank Rodriguez, Guillermo Edghill Jr., Mongo Santamaria                              | Sanchez, Rodriguez, Edghill Jr., Rooney | 4:15  |
| 7.           | Come Over                            | Combs, Michelle Bell, Kip Collins, Winans | Collins, Combs, Winans                  | 4:52  |
| 8.           | We Gotta Talk                        | Lopez, Tina Morrison, Rooney, Joe Kelley, Steve Estiverne, Oliver                                                                             | Rooney, Oliver, Kelley                  | 4:06  |
| 9.           | That's Not Me                        | Combs, Winans, Kandice Love | Winans, Combs                           | 4:31  |
| 10.          | Dance with Me                        | Combs, Winans, Knight, Jones, Jamison | Winans, Combs                           | 3:52  |
| 11.          | Secretly                             | Lopez, Rooney, Oliver, Kalilah Shakir | Oliver, Rooney                          | 4:25  |
| 12.          | I'm Gonna Be Alright                 | Lopez, Rooney, Oliver, Lorraine Cheryl Cook, Ronald LaPread                                                                                   | Rooney, Oliver                          | 3:43  |
| 13.          | That's the Way                       | Rodney "Darkchild" Jerkins, LaShawn "Big Shiz" Daniels, Nora Payne, Fred Jerkins III                                                          | Jerkins, Daniels                        | 3:53  |
| 14.          | Dame (Touch Me) (duett med Chayanne) | Benito, Jerkins, Jerkins III, Daniels, Mischke                                                                                                | Jerkins, Benito                         | 4:23  |
| 15.          | Si Ya Se Acabo                       | Benito, Jimmy Greco, Ray Contreras | Benito, Greco, Contreras                | 3:36  |
| Total längd: | Total längd:                         | Total längd: | Total längd:                            | 61:30 |

| 16. | Amor Se Paga con Amor       | Sharpe, Lawson, Franklin, Monroe, Harris, Benito                           | Wake, Jones, Rooney                     | 3:44 |
| 17. | Cariño (Spansk version)     | Lopez, Rooney, Benito, Creque, Sanchez, Rodriguez, Edghill Jr., Santamaria | Sanchez, Rodriguez, Edghill Jr., Rooney | 4:15 |
| 18. | Qué Ironía (Ain't It Funny) | Lopez, Rooney, Benito                                                      | Rooney, Shea                            | 4:05 |

| 16. | I'm Waiting | Combs, Winans, Knight, Jones, Jamison | Winans, Combs | 3:11 |

| 16. | I'm Real (Murder Remix) (featuring Ja Rule) | Lopez, Oliver, Rooney, Lewis, Jeffrey Atkins, Irving Lorenzo, Rick James | Irv Gotti, Channel 7 | 4:22 |

| 16.          | Pleasure Is Mine                            | Shelly Peiken, Guy Roche                             | Roche                | 4:17  |
| 17.          | I'm Waiting                                 | Combs, Winans, Knight, Jones, Jamison                | Winans, Combs        | 3:11  |
| 18.          | I'm Real (Murder Remix) (featuring Ja Rule) | Lopez, Oliver, Rooney, Lewis, Atkins, Lorenzo, James | Irv Gotti, Channel 7 | 4:22  |
| Total längd: | Total längd:                                | Total längd:                                         | Total längd:         | 73:19 |

## Musikmedverkande
Musiker
| - Jennifer Lopez – huvudsång - Karen Anderson – bakgrundssång - Michelle Bell – bakgrundssång - Manny Benito – bakgrundssång - Jeannie Cruz – bakgrundssång - William Dubal – bakgrundssång - Kip Collins – instrumentering - Angel Fernandez – gitarr - Mario Gonzalez – gitarr - Ricky Gonzalez – piano, bakgrundssång - Jimmy Greco – keyboards - Nelson Gasu Jaime – piano - Richie Jones – trummor | - Ozzie Melendez – trombon, horn - Ashanti – bakgrundssång - Christina Milian – bakgrundssång - Troy Oliver – instrumentering - Nora Payne – bakgrundssång - Erben Perez – bas - Lena Pérez – bakgrundssång - Paul Pesco – gitarr - Corey Rooney – bakgrundssång - Shelene Thomas – bakgrundssång - Rene Toledo – gitarr - Mario Winans – bakgrundssång - Yanko – bakgrundssång |

Produktion
| - Jennifer Lopez – chefsproducent - Arnthor Birgisson – producent - Scott Barnes – make-up - Manny Benito – ljudteknik, producent - Jorge Calandrelli – stränginstrument - Kip Collins – producent - Sean "Puffy" Combs – producent, ljudmixning - Ray Contreras – producent, arrangör - Angel Fernandez – arrangör - Paul Foley – ljudteknik - Jimmy Greco – producent, arrangör, trummaskin - Dan Hetzel – ljudteknik, ljudmixning - Jean-Marie Horvat – ljudmixning - Richie Jones – producent, arrangör, ljudmixning, programmering - Jack Knight – arrangör - Matt Kormondy – produktionsassistent - Greg Lawson – arrangör, programmering - Glen Marchese – ljudteknik - Rob Martinez – produktionsassistent | - Tony Maserati – ljudmixning - William Nelson – produktionsassistent - Joel Numa – ljudteknik, stränginstrument - Troy Oliver – producent, programmering, trumprogrammering, keyboardprogrammering - Michael Patterson – ljudteknik, ljudmixning - Julian Peploe – albumdesign, albumomslag - Cory Rooney – producent, chefsproducent, arrangör, trumprogrammering, keyboardprogrammering - José R. Sanchez – producent, programmering, trumprogrammering, keyboardprogrammering - Dave "Young Dave" Scheur – ljudtekniker - Dan Shea – producent, programmering - Cesar Sogbe – ljudmixning - Manelich Sotolong – assisterande ljudtekniker - David Swope – ljudteknik, assisterande ljudtekniker, assisterande ljudmixning - Michael Hart Thompson – fotografering - J.C. Ulloa – ljudtekniker - Rick Wake – producent, arrangör - Mario Winans – producent, instrumentering - Joe Zee – stylist |

## Topplistor
| Lista (2001)                           | Topplacering |
| -------------------------------------- | ------------ |
| Australien (ARIA)                      | 2            |
| Belgien (Ultratop 50 Flandern)         | 3            |
| Belgien (Ultratop 40 Vallonien)        | 4            |
| Kanada (Canadian Albums Chart)         | 1            |
| Danmark (IFPI)                         | 15           |
| Nederländerna (MegaCharts)             | 4            |
| European Top 100 Albums                | 1            |
| Finland (Suomen virallinen lista)      | 6            |
| Frankrike (SNEP)                       | 6            |
| Tyskland (Media Control Charts)        | 1            |
| Grekland (IFPI Greece)                 | 1            |
| Ungern (Mahasz)                        | 15           |
| Irland (Irish Albums Chart)            | 18           |
| Italien (FIMI)                         | 8            |
| Japan (Oricon)                         | 14           |
| Nya Zeeland (RIANZ)                    | 3            |
| Norge (VG-lista)                       | 15           |
| Polen (Polish Music Charts)            | 1            |
| Sverige (Sverigetopplistan)            | 7            |
| Schweiz (Schweizer Hitparade)          | 1            |
| Storbritannien (UK Albums Chart)       | 2            |
| USA Billboard 200                      | 1            |
| USA Top R&B/Hip-Hop Albums (Billboard) | 1            |
| USA Top Internet Albums (Billboard)    | 2            |
| Österrike (Ö3 Austria Top 40)          | 3            |

## Certifikat
| Region                      | Certifikat |
| --------------------------- | ---------- |
| Argentina (CAPIF)           | Guld       |
| Australien (ARIA)           | 2× platina |
| Belgien (BEA)               | Platina    |
| Brasilien (ABPD)            | Guld       |
| Kanada (Music Canada)       | 2× platina |
| Finland (Musiikkituottajat) | Guld       |
| Frankrike (SNEP)            | Guld       |
| Tyskland (BVMI)             | Platina    |
| Grekland (IFPI Greece)      | Guld       |
| Nederländerna (NVPI)        | Platina    |
| Nya Zeeland (RIANZ)         | 2× platina |
| Norge (IFPI Norway)         | Guld       |
| Polen (ZPAV)                | Guld       |
| Sverige (GLF)               | Guld       |
| Schweiz (IFPI)              | 2× platina |
| Storbritannien (BPI)        | Platina    |
| USA (RIAA)                  | 4× platina |
| Europa (IFPI)               | 2× platina |